# Atletica leggera ai XII Giochi panafricani - Lancio del martello maschile
La specialità del lancio del martello maschile ai XII Giochi panafricani si è svolta il 29 agosto 2019 a Rabat, in Marocco.
La competizione è stata vinta dall'egiziano Mostafa El Gamel, che ha preceduto connazionali Alaa El Ashry (argento) e Eslam Moussad Seria (bronzo).

## Programma
| Data           | Ora | Evento |
| -------------- | --- | ------ |
| 29 agosto 2019 |     | Finale |

## Podio
| Oro     | Mostafa El Gamel Egitto     |
| Argento | Alaa El Ashry Nigeria       |
| Bronzo  | Eslam Moussad Seria Marocco |

## Risultati
| Class   | Nome                  | Nazione   | #1    | #2    | #3    | #4    | #5    | #6    | Risultati | Note |
| ------- | --------------------- | --------- | ----- | ----- | ----- | ----- | ----- | ----- | --------- | ---- |
| Oro     | Mostafa El Gamel      | Egitto    | 69.71 | 69.36 | 70.14 | 72.50 | 70.25 | x     | 72.50     |      |
| Argento | Alaa El Ashry         | Egitto    | 70.12 | 71.20 | 71.15 | x     | 71.22 | 72.04 | 72.04     |      |
| Bronzo  | Eslam Moussad Seria   | Egitto    | 70.24 | x     | 70.41 | x     | 70.73 | 71.36 | 71.36     |      |
| 4       | Saad Ouahdi           | Marocco   | 61.78 | 65.42 | 65.33 | 62.54 | x     | x     | 65.42     |      |
| 5       | Dominic Ondigi Abunda | Kenya     | 57.83 | 53.26 | 57.45 | x     | 58.49 | 61.31 | 61.31     |      |
| 6       | Walid Araba           | Marocco   | 58.37 | 59.66 | x     | 58.38 | x     | x     | 59.66     |      |
| 7       | Nicolas Li Yun Fong   | Mauritius | x     | 57.31 | 59.30 | x     | 56.89 | 56.25 | 59.30     |      |